# Nathan Rapoport

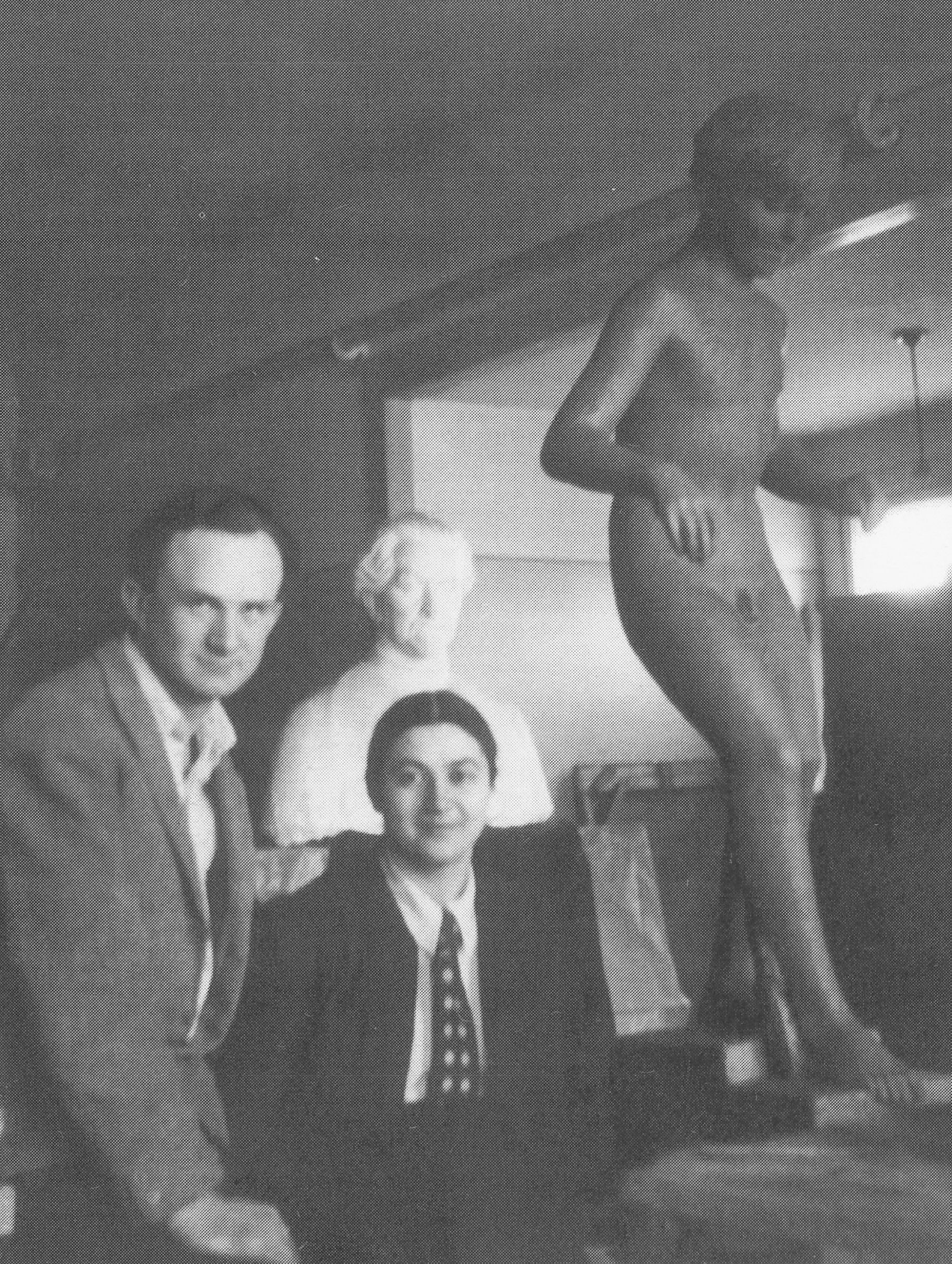
Nathan Rapoport met zijn echtgenote Sima in 1937

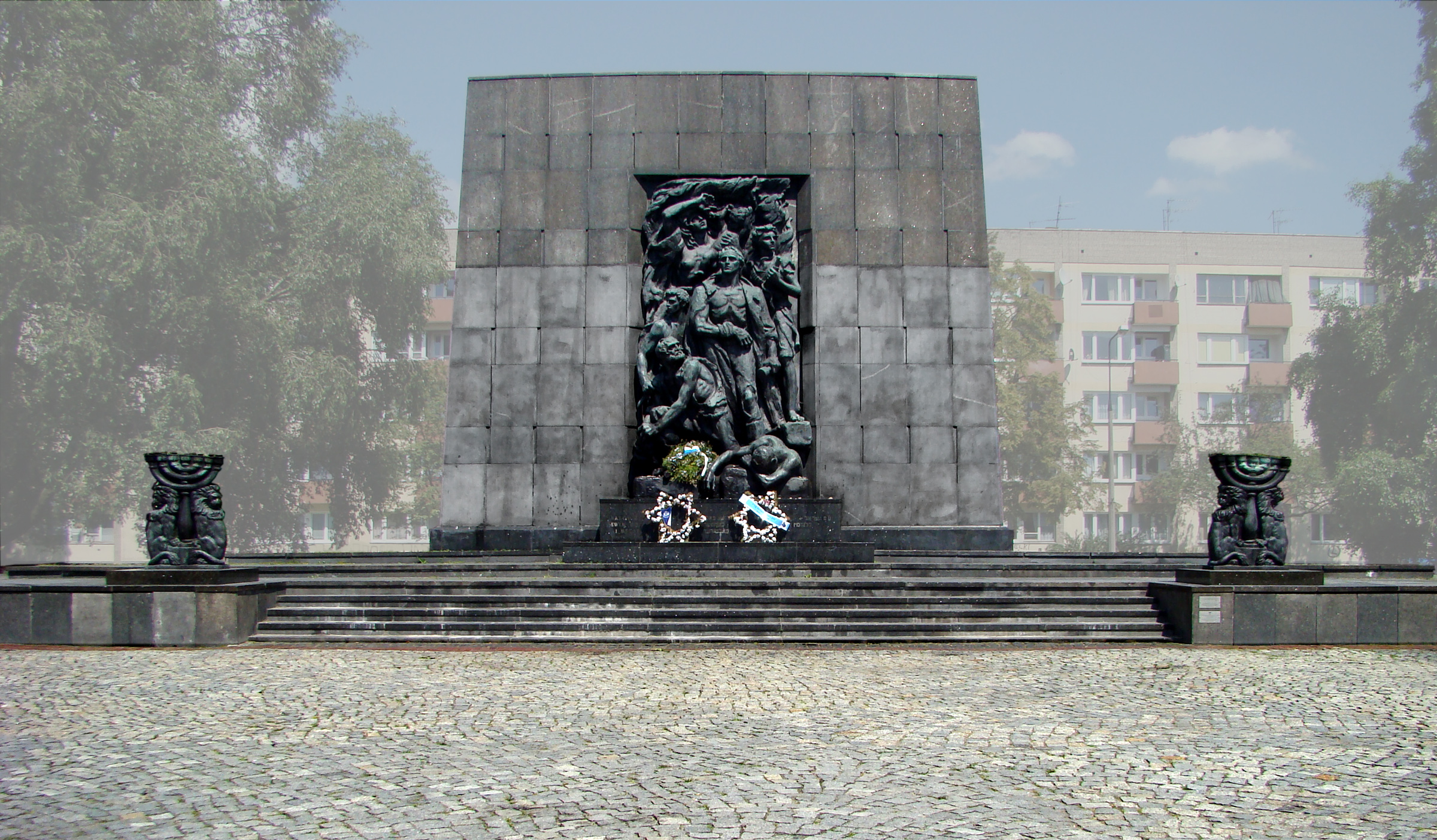
Het Helden van het Getto-monument in Warschau

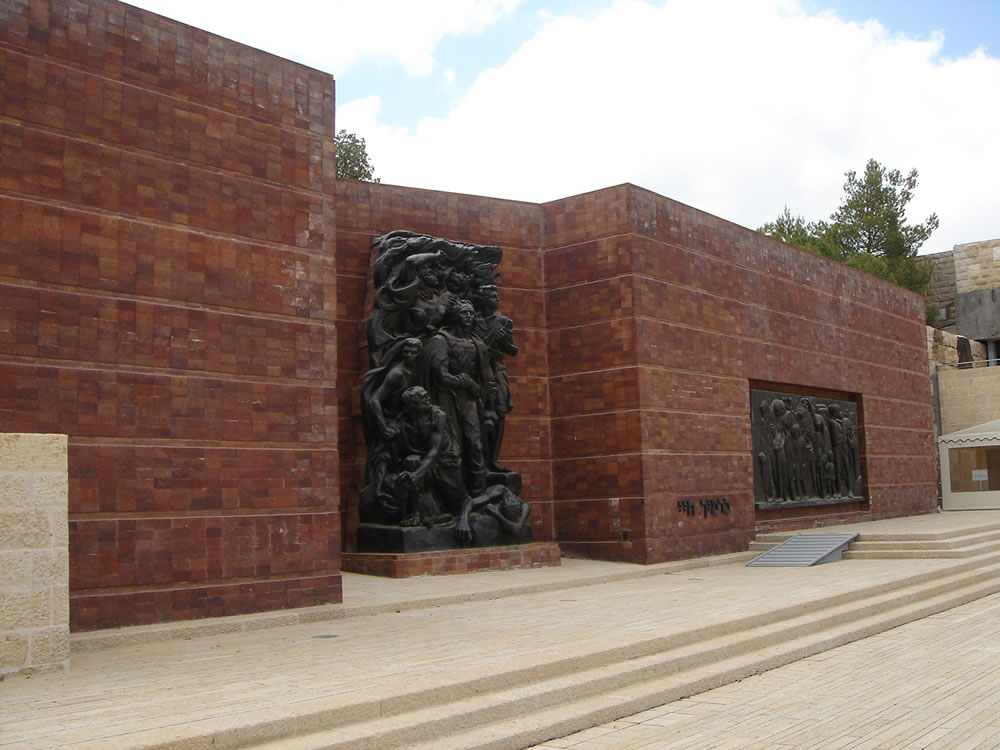
Monument Yad Vashem, Jeruzalem

Nathan Rapoport (Warschau, 7 november 1911 - New York, 5 juni 1987) was een Pools-Amerikaanse beeldhouwer.

## Leven en werk
De Joodse Nat(h)an Yaacov Rapoport (ook geschreven als Rapaport of Rappaport) studeerde van 1931 tot 1936 in Warschau beeldhouwkunst aan de Academie van Schone Kunsten in Warschau bij Tadeusz Breyer. Met een studiebeurs bezocht hij in 1936 Frankrijk, waar hij in Parijs kennismaakte met de abstracte kunst (zoals het kubisme) en het expressionisme, en in 1939 Italië, waar hij de klassieke beeldhouwkunst bestudeerde. In 1939 vluchtte hij bij het uitbreken van de Tweede Wereldoorlog naar de Sovjet-Unie. Hij kreeg een studio en materiaal tot zijn beschikking en maakte werken in de voorgeschreven socialistisch realistische stijl (onder andere het monument Zoya the Partisan on the Nazi Scaffold in 1944). Na de oorlog werd hij naar Warschau teruggestuurd. Hij kreeg in 1947 de opdracht voor een monument voor de slachtoffers van de opstand in het getto van Warschau, welk werk hij in 1948 voltooide. De onthulling vond plaats op 19 april 1948. Het werd zijn meest bekende monument.
In 1950 vertrok Rapoport uit Polen via Parijs naar Israël. Hij emigreerde in 1959 naar de Verenigde Staten, waar hij zich in New York vestigde en in 1965 het Amerikaanse staatsburgerschap kreeg.
Hij creëerde sculpturen en gedenktekens in Amerika, Canada en vooral in Israël. Een kopie van zijn monument in Warschau kreeg in 1976 een plaats in het Holocaustmuseum Yad Vashem in Jeruzalem.

## Werken (selectie)
- 1947/48 Pomnik Bohaterów Getta w Warszawie (Helden van het Getto-monument) in Warschau
- 1951 Monument to Mordechai Anielewicz, kibboets Yad Mordechai
- 1953 Negba, kibboets Negba in de (Negev)
- Brotherhood, Tel Hashomer
- 1964 Monument to Six Million Jewish Martyrs, City Centre in Philadelphia (Pennsylvania)
- 1968 Job[1], Forest Park (sinds 1986) in New York
- 1971 Scrolls of Fire[2], Martyrs Forest bij Jeruzalem
- 1976 The Warsaw Ghetto Uprising en The Last March (kopieën), Yad Vashem in Jeruzalem
- 1976 Jacob wrestling with the Angel[3], Jewish Community Centre in Toronto
- 1985 Liberation[4], Liberty State Park, Jersey City (New Jersey)

## Fotogalerij

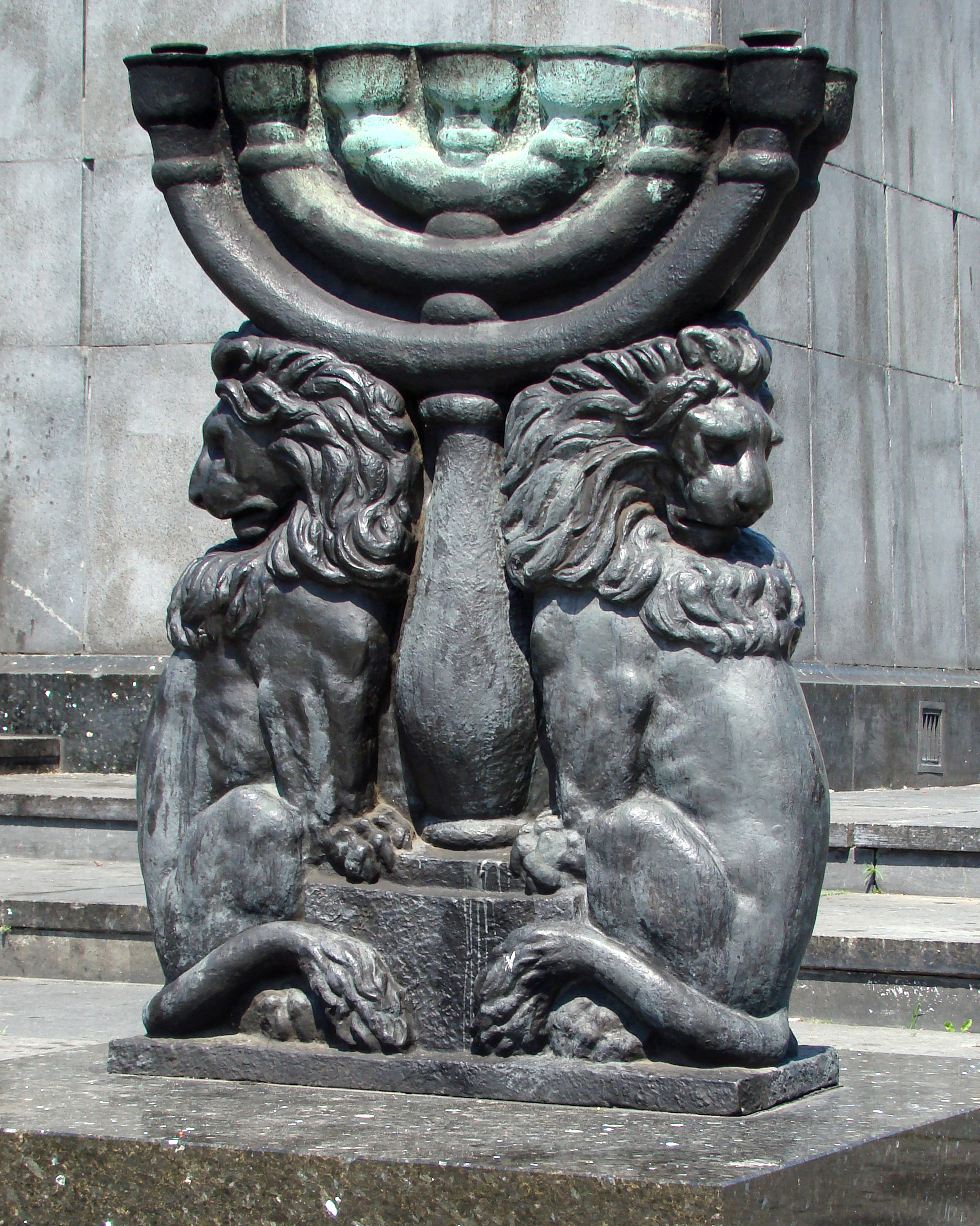
Menora onderdeel van het Monument Warschau
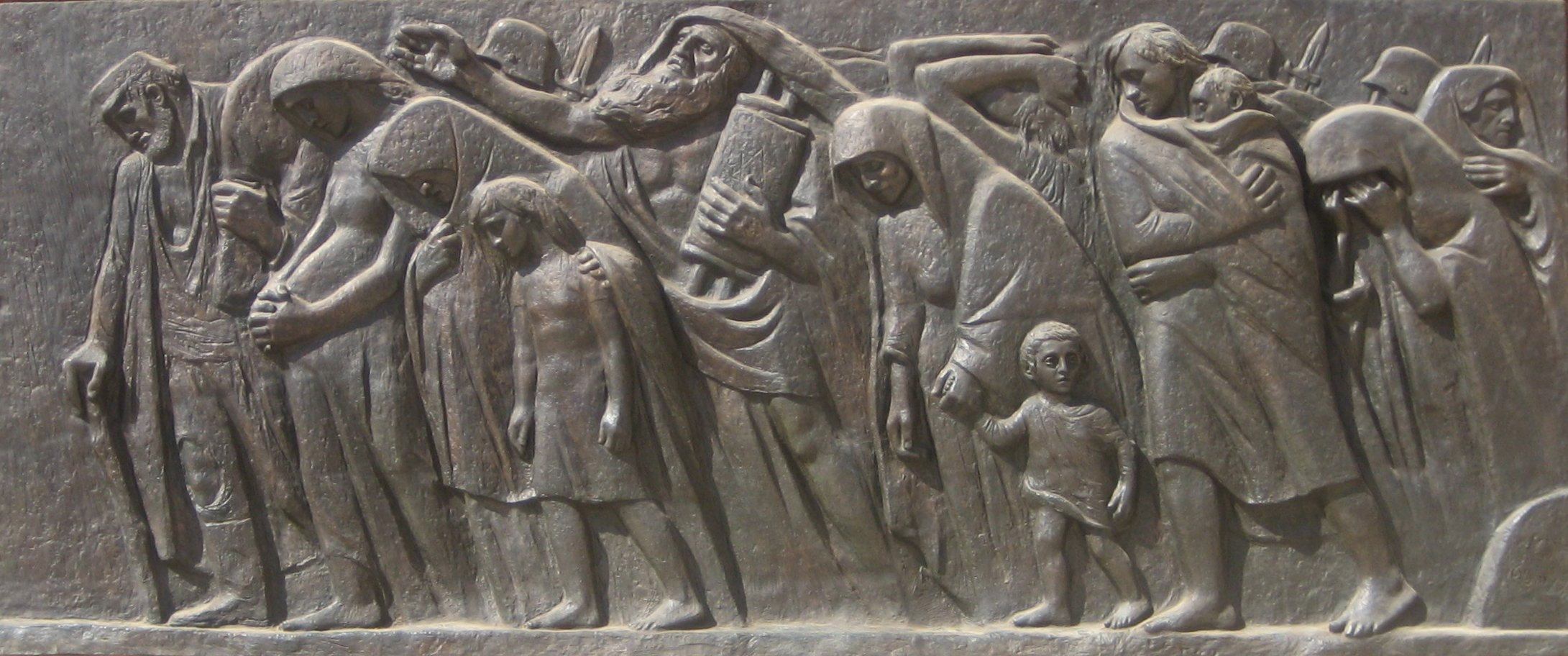
The Last March, Yad Vashem
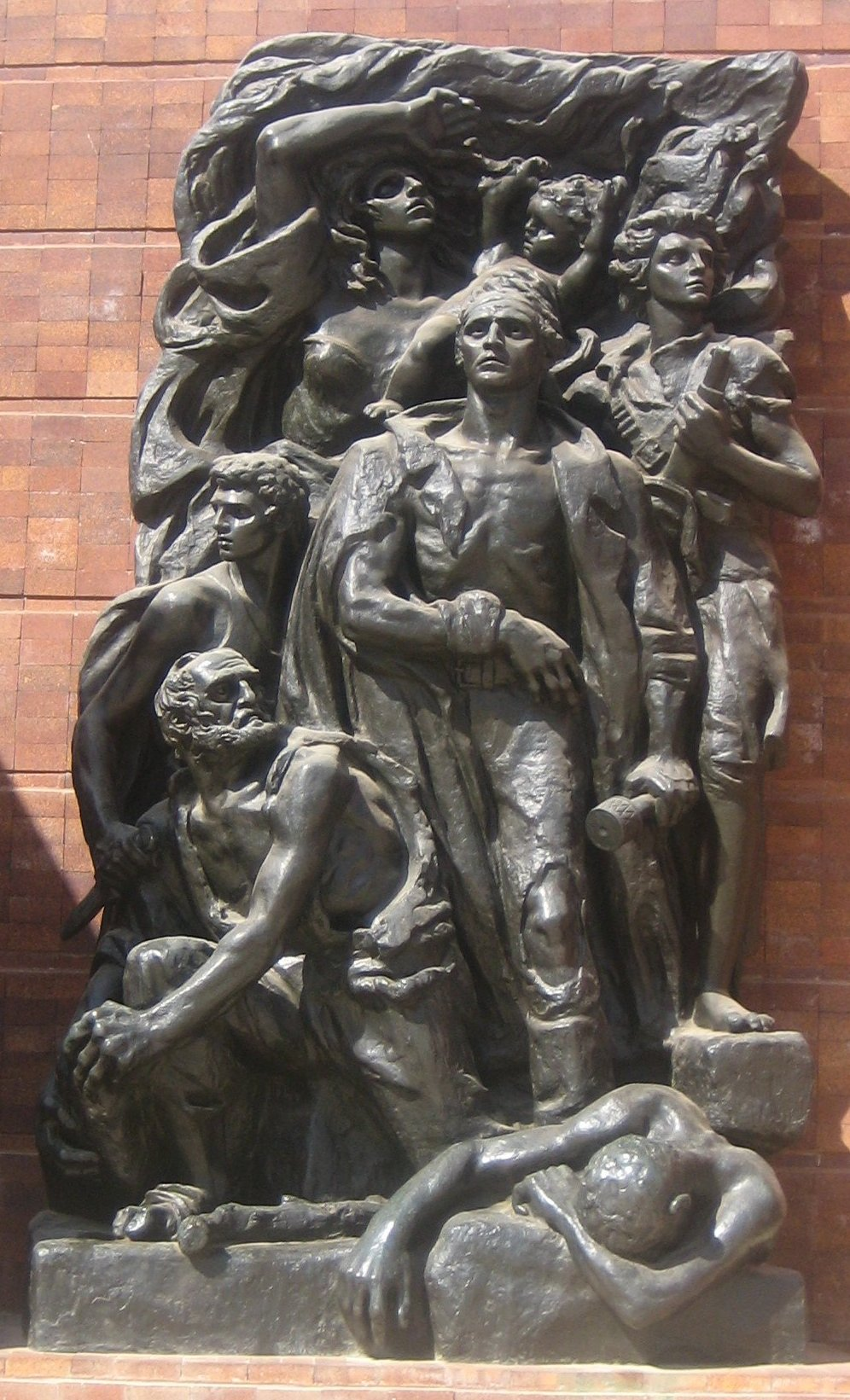
The Warsaw Ghetto Uprising 1947, Yad Vashem
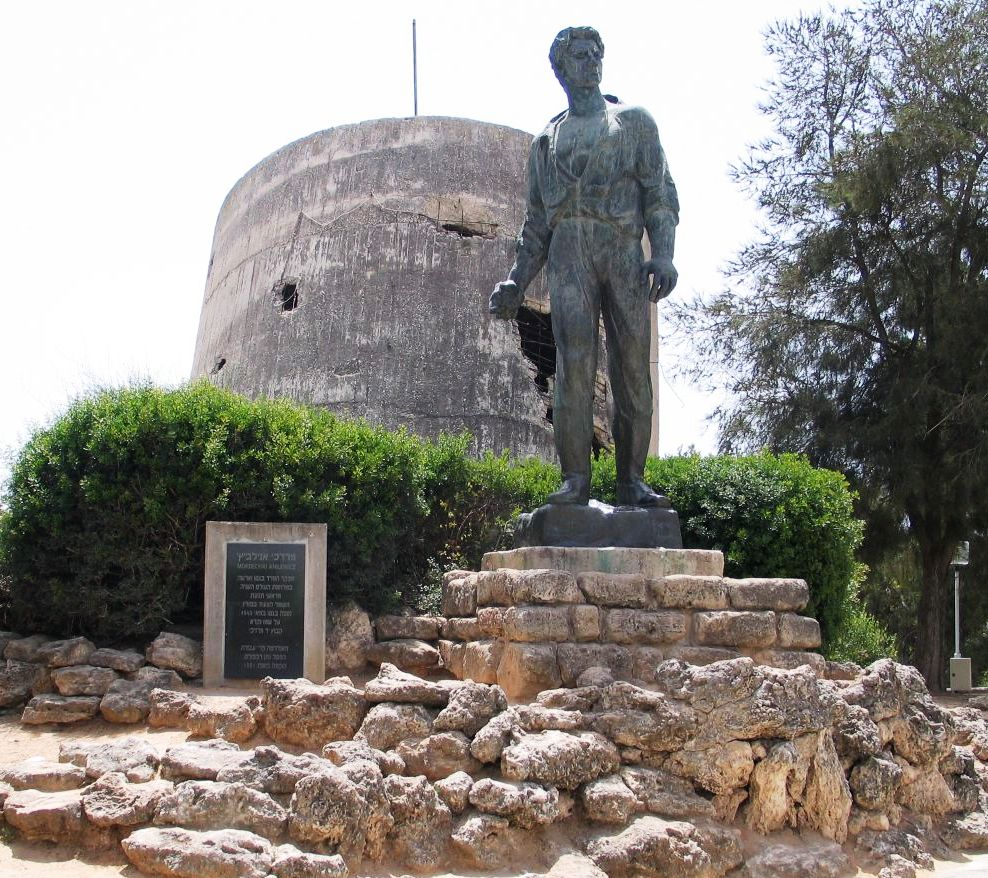
Monument to Mordechai Anilewicz, kibboets Yad Mordechai

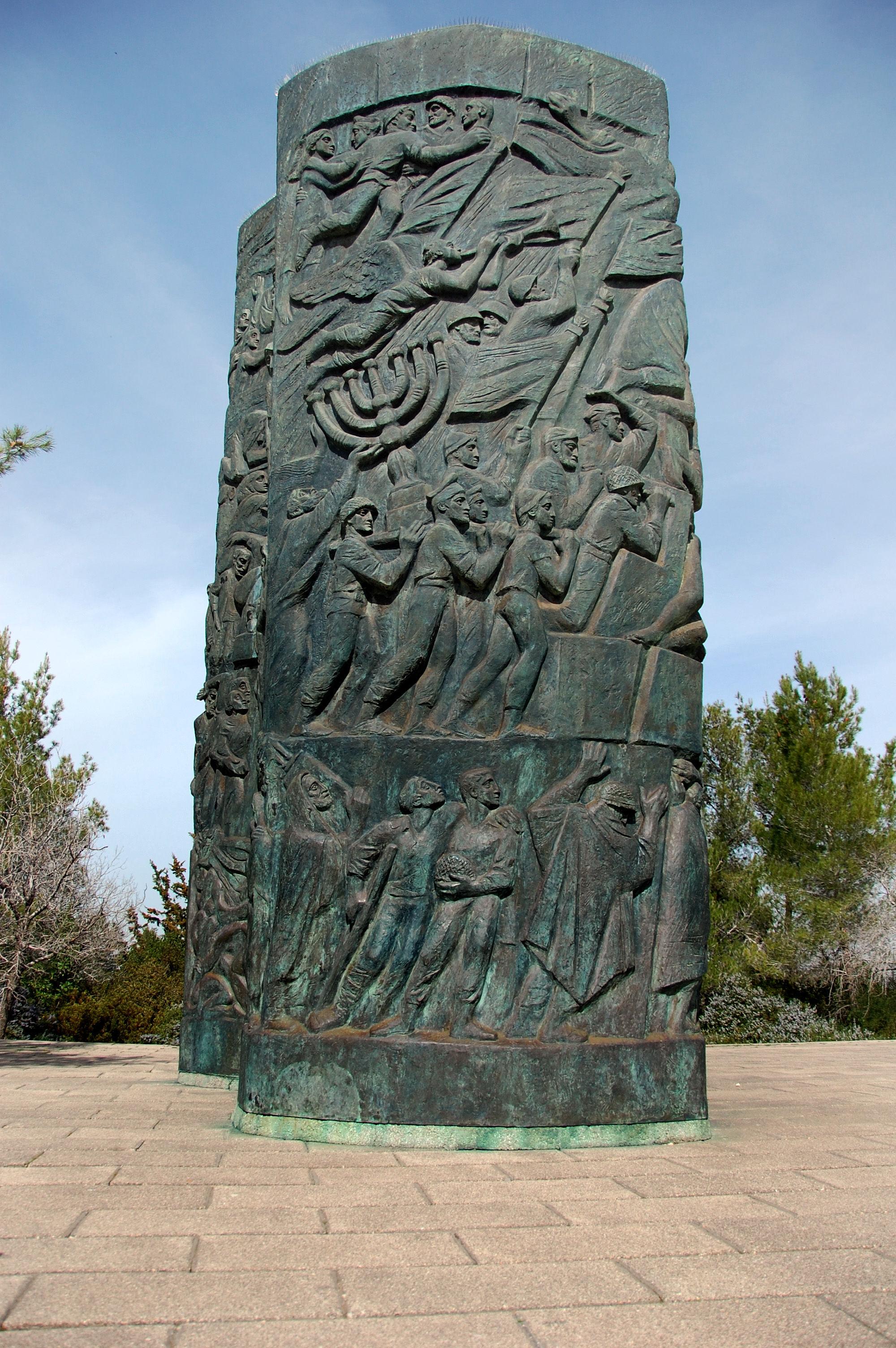
Scrolls of Fire bij Jeruzalem
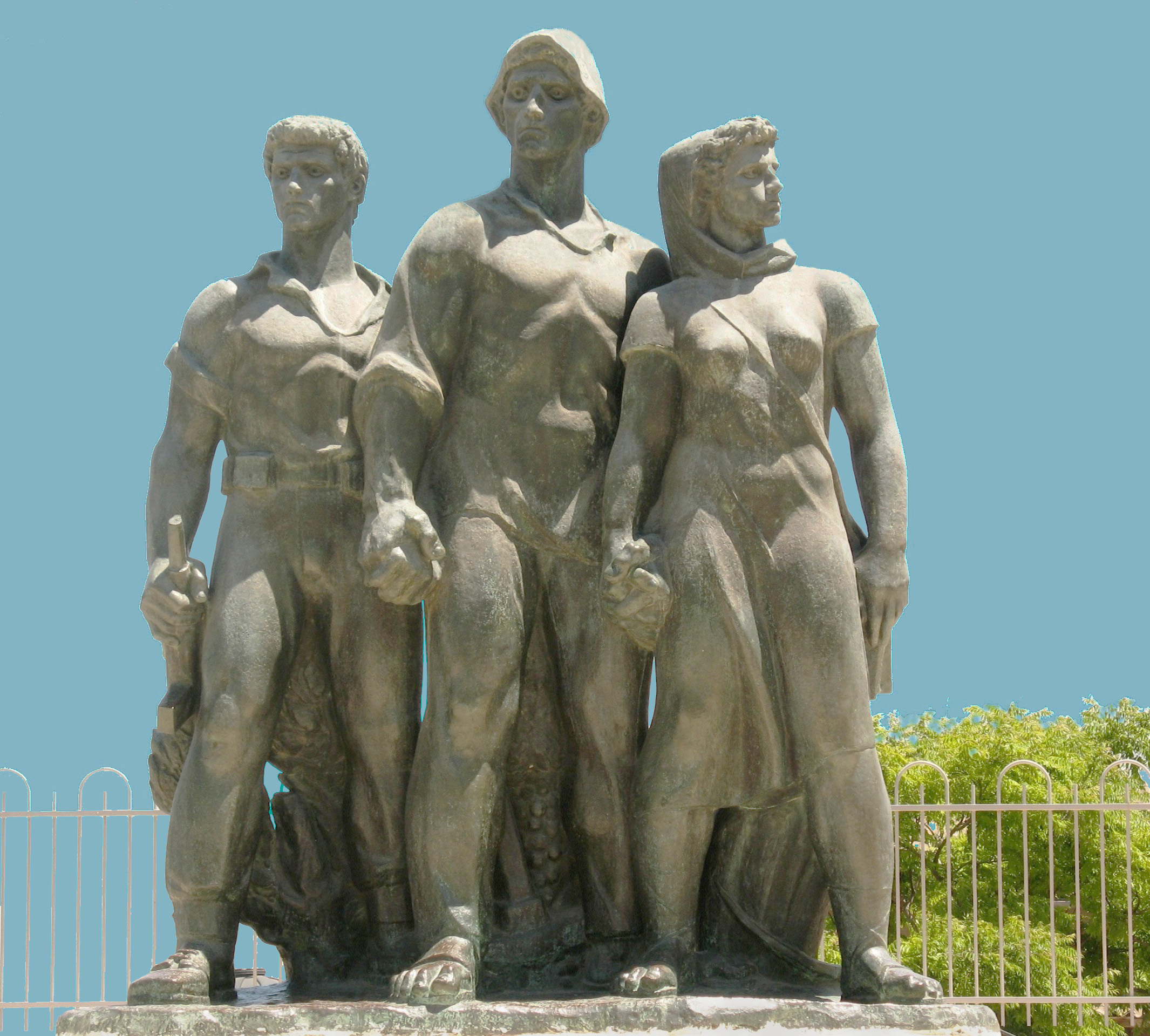
Negba in kibboets Negba
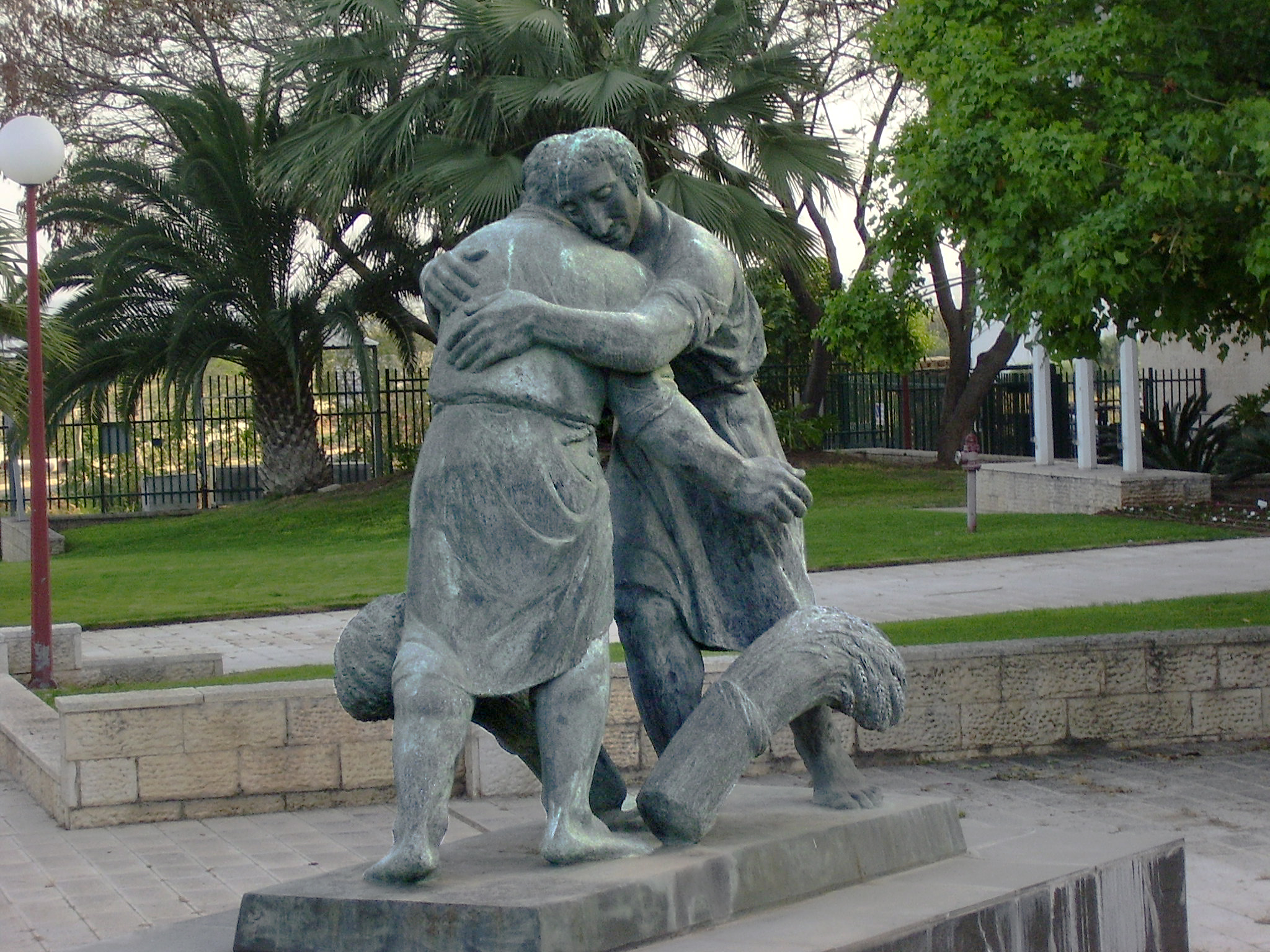
Brotherhood, Tel Hashomer
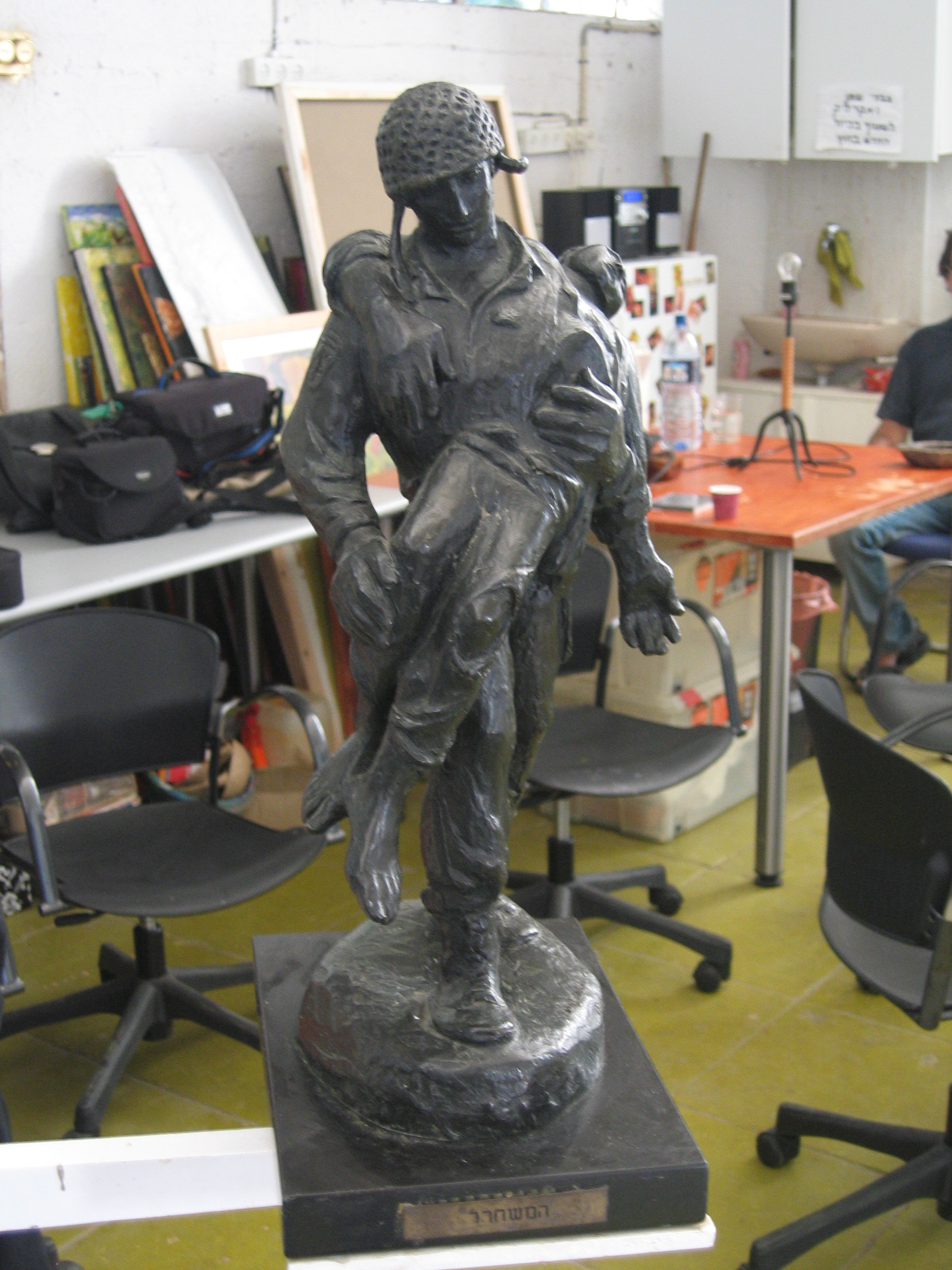
Atelier Nathan Rapoport in Ramat Gan bij Tel Aviv